# Enterocolite
L'enterocolite è un'infiammazione del tratto digestivo, che coinvolge l'enterite dell'intestino tenue e la colite del colon. Può essere causata da varie infezioni, da batteri, virus, funghi, parassiti o altre cause. Le manifestazioni cliniche comuni dell'enterocolite sono frequenti defecazioni diarroiche, con o senza nausea, vomito, dolore addominale, febbre, brividi, alterazione delle condizioni generali. Le manifestazioni generali sono date dalla diffusione dell'agente infettivo o delle sue tossine in tutto il corpo o, più frequentemente, da perdite significative di acqua e minerali, conseguenza di diarrea e vomito.

## Eziologia
Tra gli agenti causali di enterocolite acuta ci sono:
- batteri: Salmonella, Shigella, Escherichia coli, Campylobacter ecc...;
- virus: enterovirus, rotavirus, virus Norwalk, adenovirus;
- funghi: candidosi, specialmente nei pazienti immunosoppressi o che hanno precedentemente ricevuto un trattamento antibiotico prolungato;
- parassiti: Giardia lamblia (con alta frequenza di infestazione nella popolazione, ma non sempre con manifestazioni cliniche), Balantidium coli, Blastocystis homnis, Cryptosporidium (diarrea nelle persone con immunosoppressione), Entamoeba histolytica (produce dissenteria amebiana, comune nelle aree tropicali).

## Diagnosi

### Tipi
Tipi specifici di enterocolite includono:
- enterocolite necrotizzante (più frequente nei neonati prematuri)
- enterocolite pseudomembranosa (detta anche "colite pseudomembranosa")
- enterocolite di Hirschsprung

## Terapia
Il trattamento dipende dall'eziologia, ad esempio l'antibiotico metronidazolo per un'infezione batterica, un farmaco antivirale per infezione virale e Praziquantel per infestazioni parassitarie.